# Удружења и установе
Удружење (universitas personarum) је скуп лица - чланова, удружених ради остварења заједничког циља. Нпр. деоничко друштво, задруга, политичка странка, верска заједница, савезна држава.
Установа (universitas bonorum) је скуп добара намењених остваривању неког циља на корист других - дестинатера. Нпр. задужбина, градски музеј, национална библиотека, државна болница.

## Разлике између удружења и установе
Удружење и установа разликују се по својој структури, као и по врсти учесника. Удружење чине чланови. Они су се удружили ради остварења неког свог заједничког циља. Удружење делује у интересу чланова. Зато чланови господаре организацијом, својом вољом могу организацији променити циљ, делатност и уређење, и укинути је. Правна раздвојеност удружења од чланова може бити слаба тј. лична веза израженија.
Установа нема чланове у свом саставу. Учесници установе остварују циљ који је одредио неко други - оснивач. Установа делује у интересу корисника, а не оснивача и учесника. Зато ни оснивачи ни учесници не могу својом вољом организацији променити делатност и уређење, нити је укинути. Правна раздвојеност установе од оснивача и учесника је интензивнија, тј. лична веза слаба или је ни нема.

## Удружења
Једночлана и вишечлана удружења
По броју чланова удружења су једночлана (инокосна, униперсонална) или вишечлана (колегијална, мултиперсонална). Не одлучује број учесника, него број чланова. Учесник је свако ко је у саставу организације (орган, члан, запослени ), а члан је само онај учесник који има одговарајући статус: ко у односу са организацијом има права и обавезе одређене врсте- право на удео у добити, на учешће у управљању, у вођењу послова, обавезу улога, чланарине, учешћа у сношењу губитка, одговорност и др.
Удружење је вишечлано ако више учесника има статус члана. У начелу је довољно да удружење има бар два члана, осим ако његова природа или пропис захтевају већи број, као нпр. за задругу три, за политичку странку сто. Максималан број чланова прописује се само изузетно, било непосредно као нпр. да друштво са ограниченом одговорношћу може имати највише тридесет чланова, било посредно као нпр. ограниченим бројем деоница. 
Једночлано удружење има само једног члана: једном једином учеснику припадају сва чланска права и обавезе. Нпр. деоничко друштво са једним деоничарем, друштво са ограниченом одговорношћу са једним чланом. Удружење може бити једночлано од почетка ако једно лице нпр. упише све деонице, уплати све уделе друштва са ограниченом одговорношћу, а може то постати накнадно, претварањем вишечланог у једночлано- тако нпр. што се у једном лицу стекну све деонице или сви удели. Док је само одређеним врстама вишечланих удружења допуштено да прерасту у једночлана, а да се тиме не угасе, свако једночлано увек може постати вишечлано (приступањем једног или више нових чланова ).
Лична и корпоративна удружења
По интензитету личне везе између члана и удружења и између чланова међусобно, удружења су лична (персонална, интуиту персонае ) или корпоративна (корпорације, нелична). 
Лично удружење карактерише јака лична веза између чланова и удружења и између чланова међусобно, што се испољава нарочито у следећем. Члан удружења постаје својом вољом. Чланови сагласним изјавама воље уређују и мењају организацију и међусобне односе.
Корпоративно удружење одликује слаба лична веза удружења и члана и чланова међусобно. Чланом удружења некада се постаје и без обзира на вољу. Организација и међусобни односи чланова уређују се и мењају актом који не подразумева сагласност свих. Чланови су измењиви, а чланство преносиво и наследиво. Не тражи се пристанак свих за промену члана. Личне околности не узрокују престанак удружења.

## Установе
Установа је организација чији циљ, уређење и начин функционисања одређује оснивач, а у живот спроводе учесници. Како ни оснивач ни учесници не господаре уставом, не одговарају својом имовином за њене обавезе. Утицај оснивача на циљ, уређење и функционисање исцрпљује се актом о оснивању, а потом он, евентуално, само надзире како учесници остварују циљ установе. Ни оснивач ни учесници не могу по свом нахођењу укинути установу,јер она ни не постоји у њиховом интересу, већ у корист трећих. Али ни корисници не могу да је укину, јер нити су је оснивали, нити су њени учесници. Фигуративно речено, једном основана, установа припада самој себи. Грађевинскоправним нормама исцрпно су регулисане задужбине, а ретко остале установе.
Задужбине
Задужбина је организација чију је имовину оснивач неповратно наменио да својим приходима доброчино остварује неки друштвенокористан циљ. Циљеви су по правилу или меценатски: помагање и унапређивање образовања, културног, уметничког, научног стваралаштва. Начин остваривања тих циљева искључиво је ненаплатан. Задужбина је увек добротворна установа чинидбе врши корисницима доброчино, без накнаде, противкористи и еквивалентности.
Корисници су лица која уживају чинидбе задужбине - чија дела она издаје, чије школовање стипендира, чије објекте одржава, које награђује за најбољи роман. По кругу корисника, задужбине су приватне или јавне.
Приватне задужбине делују у корист затвореног круга лица, која припадају некој институцији - некој породици, предузећу, факултету.
Код јавних задужбина круг могућих корисника је отворен, није сведен на припаднике неке институције. Нпр. када је сврха задужбине економска моћ учесника одређеног рата, сношење трошкова лечења жртава неке нуклеарне хаварије, стипендирање студијских боравака научника.
У нашем праву задужбина се јавља у три вида: као задужбина у ужем смислу, фондација и фондови. Разликују се првенствено по оснивачу, оснивачком акту, оснивачким средствима и управљачу.
Задужбину у ужем смислу оснивају само физичка лица, једно или више, тестаментом, уговором или заједничким актом о оснивању, од средстава у приватној својини, а њоме управља оснивач или физичко лице коме он то повери. 
Фондацију оснивају само правна лица, једно или више, својим општим актом, од средстава у друштвеној својини, док физичка лица могу само накнадно да приступе већ основаној фондацији као суосниваци, а њоме управља њен колегијални орган. 
Фонд оснивају или само физичка или само правна лица, актима и средствима као за фондацију, или физичка и правна лица заједно, уговором или заједничиким актом, од обе врсте средстава, а њиме управља или оснивач или колегијални орган организације којој повери фонд на управљање.